# Avilés Acción Film Festival
Certamen nacional de cortometrajes realizado desde 2001 en la ciudad de Avilés, Asturias. Desde 2016 cuenta con el Certificado AIC de Calidad para Festivales de Cortometraje. En 2019 se incluyen proyecciones de largometrajes internacionales.

## Historia
En la ciudad de Avilés se creó la asociación "La ventana indiscreta" que promovía tertulias y encuentros relacionados con el cine en localizaciones pequeñas. A dichos eventos acudían personalidades del mundo del cine de distintos puntos del país. Éste sería el germen del primer Certamen de Cortometrajes "Villa de Avilés".
La Concejalía de Juventud del Ayuntamiento de Avilés apoyó el certamen, dándole una categoría más institucional. Y se convocó el concurso a nivel nacional y desde entonces comienza la andadura del festival. A lo largo de los años ha ido variando en dirección y cobrando más peso y buscando función educativa. El festival empieza a realizarse en la Casa Municipal de Cultura

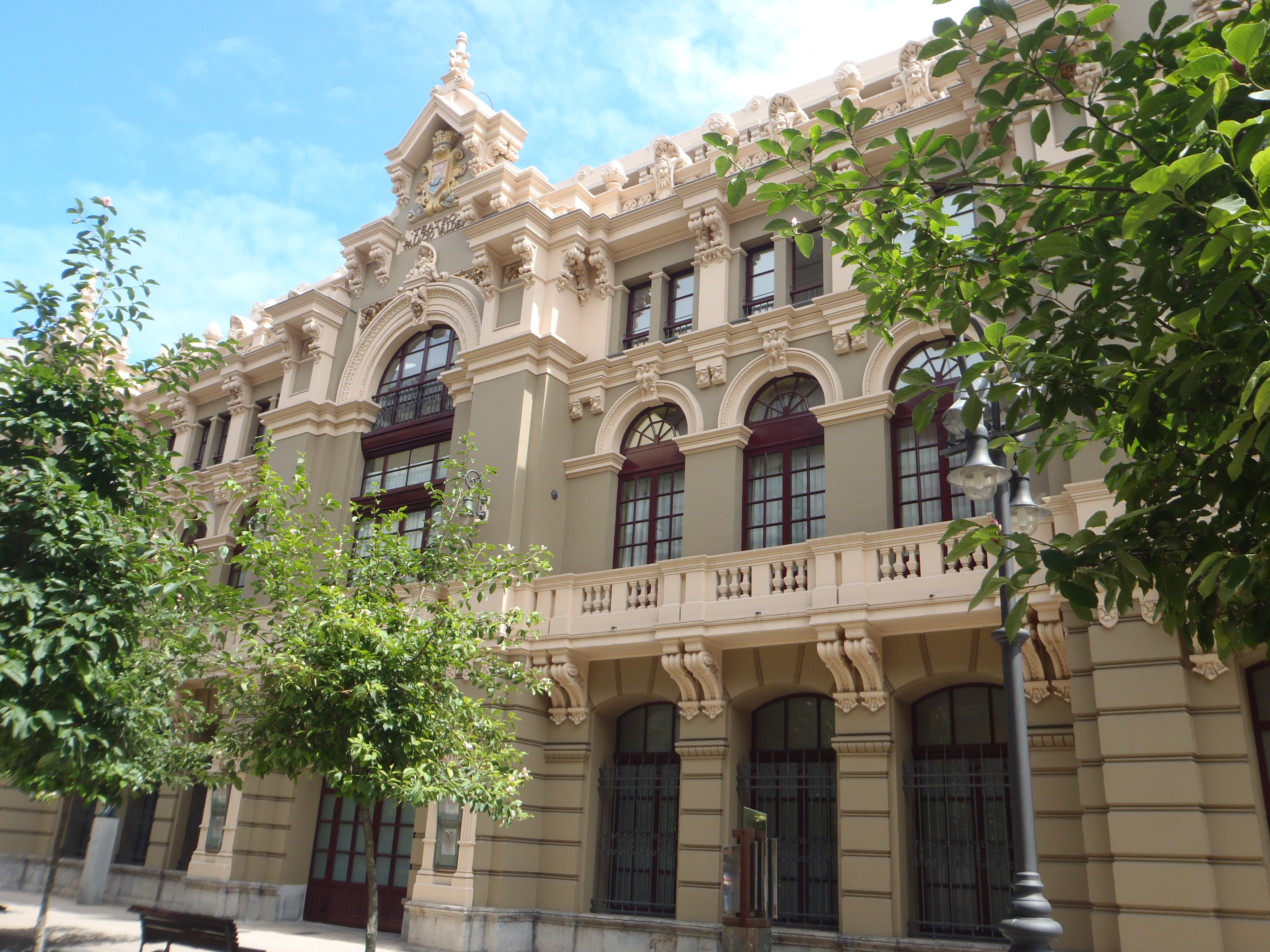
Teatro Palacio Valdés

En 2010 se emplea por primera vez la expresión "Avilés ¡Acción!"  que en 2014 pasaría a dar forma a su nombre actual "Avilés Acción Film Festival".
La Concejalía del área de Área de Bienestar Social y Cultura se une a los apoyos del festival, junto con diversas instituciones lo que refuerza el estatus del mismo.
El festival aumentaría sus salas de proyección contando con eventos en lugares tan emblemáticos como Centro Cultural Internacional Oscar Niemeyer, el Teatro Palacio Valdés y llevando el cine a otros espacios como los cines de un cercano centro comercial.
En 2016 recibe el Certificado AIC de Calidad para Festivales de Cortometraje , para certificar la calidad del festival.

## Estructura
A lo largo de los años el certamen ha ido creciendo en contenidos y secciones. Como por ejemplo:
- 'Sección Oficial'
- 'Sección Asturias'
- 'Aulas Móvil'
- 'Nuevo cine'
- 'Le Petit Cinema'

Una de las secciones más destacadas del festival es "Aulas Móvil", destinada a fomentar la participación del alumnado de centros de educación secundaria en el empleo del lenguaje audiovisual como forma de expresión.
Paralelamente el festival también incluye varias secciones como mesas redondas, masterclasses, exposiciones, proyección de largometrajes internacionales...
En la gala final se hace entrega de los premios en las distintas categorías.

### Premio Honorífico
Desde el año 2013 se entrega un premio honorífico a distintas personas relacionadas con el cine
- 2013 - José Manuel Braña Álvarez. (Cinéfilo, coleccionista y cineasta underground)[6]
- 2014 - Marichu Fernández Corugedo. (Productora de cine)
- 2015 - José Antonio Quirós (Director de Cine y Guionista)
- 2015 - Mario Menéndez. (Director de Cine). (A título Póstumo)
- 2016 - Juan Bonifacio Lorenzo Benavente (Cineasta, historiador de cine y Director de Filmoteca de Asturias)
- 2017 - Javier Mediavilla
- 2019 - Karra Elejalde (Actor)
- 2021 - Juan Diego (Actor)
- 2022 - Maite Capín (Diseñadora de vestuario y figurante).
- 2023 - Antonio Resines (Actor)
- 2024 - Gonzalo Suárez (Cineasta) y Jorge Guerricaechevarría (Guionista)
- 2025 - Javier Gutiérrez (Actor)

### Premio Avilés 1924
Desde el año 2023:
- 2023 - José Valle (cineasta, director de fotografía, operador de cámara, montador…)